# Kwadrat Sator-Rotas

Kwadrat Sator-Rotas

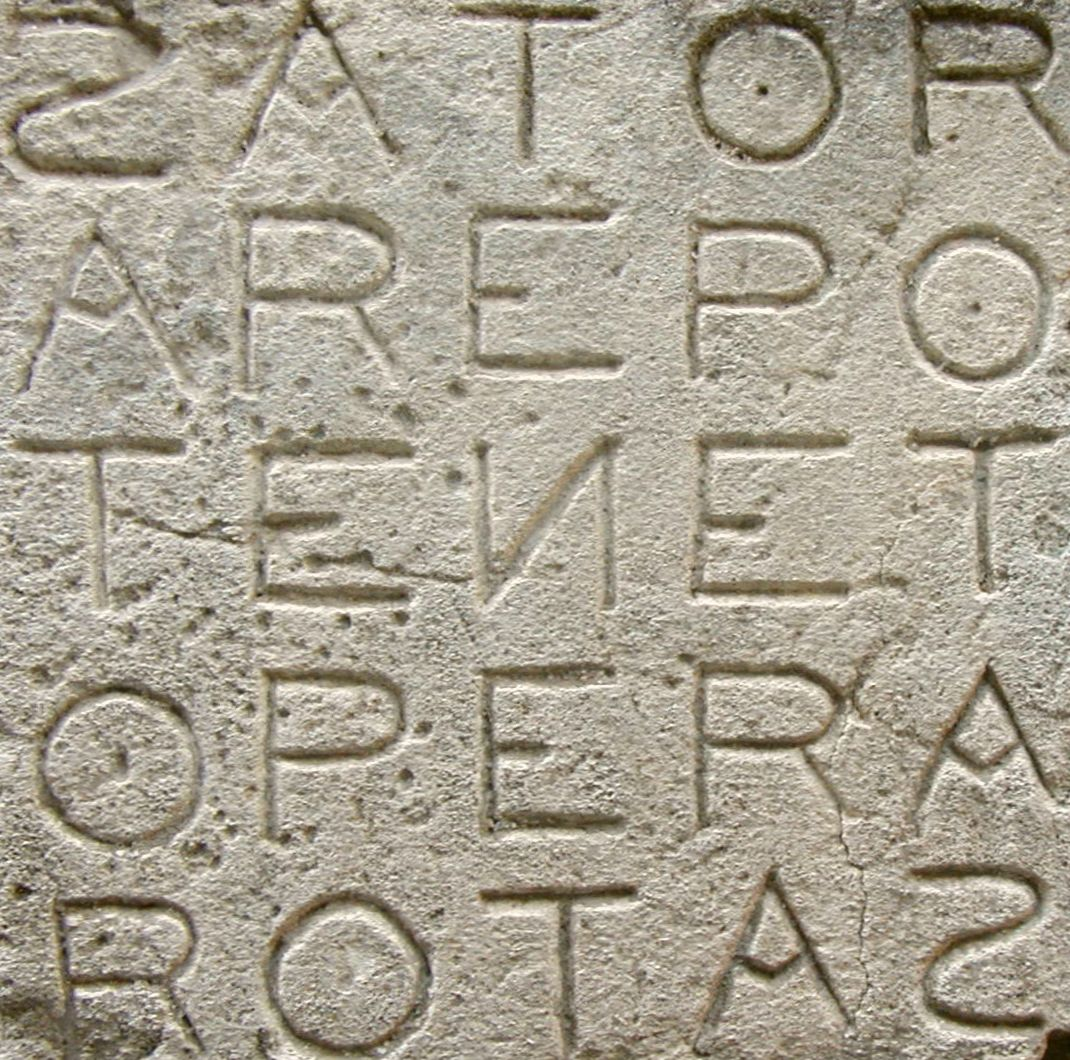
Kwadrat Sator-Rotas w Oppède, Francja

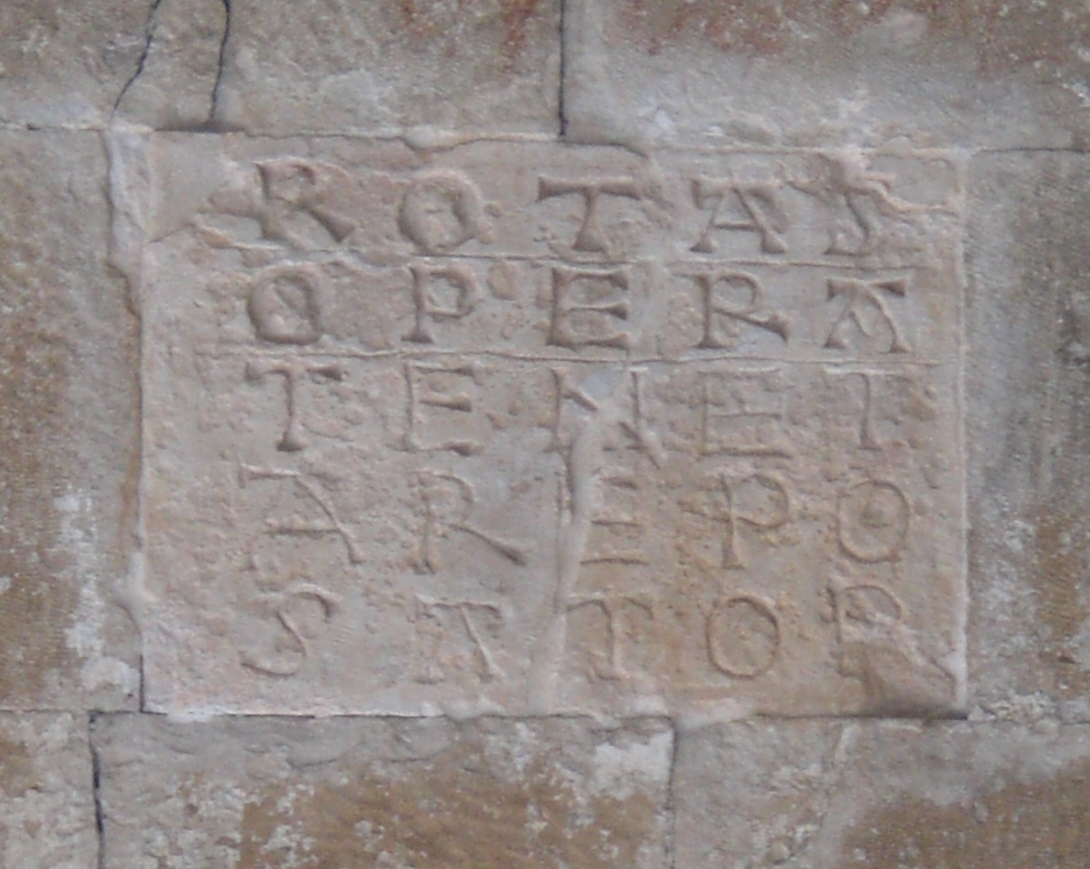
Kwadrat Sator-Rotas na kamiennej ścianie w Capestrano w Opactwie św. Piotra

Anagram utworzony przez litery kwadratu Sator-Rotas

Kwadrat Sator-Rotas – jeden z najbardziej popularnych kwadratów magicznych, wspominany u Pliniusza Starszego w „Historii naturalnej”. Zawiera wpisane słowa: Sator arepo tenet opera rotas.

## Znaczenie
Bez względu na kierunek czytania zawsze otrzymujemy te same zdania, które po łacinie brzmią: „Siewca przy swym wozie kieruje pracami” albo „Siewca Arepo z trudem wstrzymuje koła”. Można też czytać kolejne wiersze tekstu na przemian od prawej do lewej, i od lewej do prawej (lub odwrotnie) metodą „bustrofedon”. Choć wyglądająca na przypadkową, dla wielu ludzi kwadrat ten miał znaczenie magiczne.
Na podstawie odnalezionych, wczesnych wzorów wydaje się, że kwadrat Sator-Rotas, powinien być czytany od góry do dołu i od lewej do prawej: „ROTAS OPERA TENET AREPO SATOR”.
Niektórzy twierdzą, że ma on zawierać zakodowaną symbolikę chrześcijańską. Z liter kwadratu można bowiem ułożyć wyrazy pater noster, czyli pierwsze słowa chrześcijańskiej modlitwy Ojcze nasz. Po utworzeniu tych dwóch wyrazów zostają jeszcze litery A i O, co interpretowano jako greckie alfa i omega – początek i koniec.
Kwadrat ma także znaczenie symboliczne w niektórych odłamach wolnomularstwa (zwłaszcza w rytach mistycznych, wywodzących tradycję masonerii od zakonu templariuszy – np. ryt angielski).

## Historia kwadratu
Według niektórych hipotez, kwadrat ten ma źródła kabalistyczne, a w oryginalnej wersji litery pisane były alfabetem hebrajskim. Przez Żydów używany był jako talizman.
Inne hipotezy mówią, że kwadrat wywodzi się z kultu Mitry, a do Rzymu trafił razem z powracającymi legionami rzymskimi, nie wiadomo jednak jakie miał znaczenie dla wyznawców Mitry. Jeden z takich kwadratów odnaleziono w zasypanych wulkanicznym pyłem Pompejach.